# Pollywog Stew
Pollywog Stew è il primo EP dei Beastie Boys: uscì nel 1982.

## Il disco
Pollywog Stew fu la prima vera esperienza musicale dei Beastie Boys. Si tratta di un EP che poco ha a che fare con l'hip hop del trio di New York, ma dà bene l'idea dell'aria che si respirava nella Grande Mela agli inizi degli anni ottanta: il punk e l'hardcore domininavano nell'ambiente underground di allora. Tutti questi brani si possono trovare nell'album Some Old Bullshit, pubblicato sotto forma di raccolta nel 1994, poco prima dell'esperienza di Ill Communication.

## Tracce
1. Beastie Boys – 0:56
2. Transit Cop – 1:18
3. Jimi – 2:06
4. Holy Snappers – 1:22
5. Riot Fight – 0:30
6. Ode To... – 1:33
7. Michelle's Farm – 1:39
8. Egg Raid On Mojo – 3:12

## Formazione
- Michael Diamond - voce
- Adam Yauch - basso
- John Berry - chitarra
- Kate Schellenbach - batteria